# Blera armillata
Blera armillata är en tvåvingeart som först beskrevs av Osten Sacken 1875.  Blera armillata ingår i släktet stubblomflugor, och familjen blomflugor. Inga underarter finns listade i Catalogue of Life.